# 畠山亜希子
畠山 亜希子（はたけやま あきこ、1974年12月1日 - ）は、日本の元女子バレーボール選手、指導者である。

## 来歴
1989年にさわやか杯（全国都道府県対抗中学バレーボール大会）に出場しオリンピック有望選手に選出された。
市立川越商業高校（現・市立川越高等学校）では全国大会に出場。1学年下には田中姿子がいる。
嘉悦女子短期大学卒業後、南ミシシッピ大学に留学。その後テンプル大学に編入し、1997年のNCAA女子選手権初出場に貢献した。
1999年にテンプル大学を卒業し、プロバレーボール選手として各国でプレー。2002年には1シーズンのみアメリカに存在したプロバレーボールリーグのUSPVでプレーした。同年はギリシャで、2003年には林田咲子とともにオランダでプレーした初の日本人選手となった。
2011年に引退しテンプル大学のコーチに就任した。
2021年、V.LEAGUE DIVISION1に所属する埼玉上尾メディックスの通訳に就任した。2022年に退団。
2023年からはシラキュース大学のアソシエイトヘッドコーチを務める。

## 人物
- 全米バレーボールコーチ協会（英語版）会員、日本バレーボール指導者協会理事である[3][7]。

## 所属チーム

### 選手
- 市立川越商業高校
- 嘉悦女子短期大学
- 南ミシシッピ大学（英語版）
- テンプル大学
- Castêlo da Maia GC（1999-2000年）
- VCヴィースバーデン（2000-2001年）
- Grand Rapids Force（2001-2002年）
- EA Larissa（2002-2003年）
- Martinus（2003-2004年）
- RTV Basel（2004-2005年）
- Saint-Raphaël（2005-2006年）
- SG SV Schwechat/Post SV（2006-2007年）
- IBSA CV（2007-2008年）
- ŽOK Split 1700（2008-2009年）
- イトゥサチ・バクー（2009年）
- VfB Suhl Lotto Thüringen（2009-2010年）
- SCM Craiova（2010-2011年）

### 指導者・スタッフ
- テンプル大学
  - コーチ（2011-2016年）
  - アソシエイトヘッドコーチ（2016-2020年）
- 埼玉上尾メディックス 通訳（2021-2022年）
- ネバダ大学リノ校 コーチ（2022-2023年）
- シラキュース大学 アソシエイトヘッドコーチ（2023年-）